# Brod na Kupi
Brod na Kupi – wieś w Chorwacji, w żupanii primorsko-gorskiej, w mieście Delnice. W 2011 roku liczyła 207 mieszkańców.
Jest położona w Gorskim kotarze, w dolinie rzeki Kupy, na wysokości 222 m n.p.m., 12 km na północny wschód od Delnic. Leży na granicy ze Słowenią. Przebiega przez nią droga do słoweńskiej Lublany.